# Bryan Acosta
Bryan Josué Acosta Ramos (ur. 24 listopada 1993 w La Ceiba) – honduraski piłkarz występujący na pozycji środkowego pomocnika. Zawodnik reprezentacji Hondurasu.

## Życiorys

### Kariera klubowa
Bryan Acosta rozpoczął swoją karierę piłkarską w honduraskim klubie Real CD España z Liga Nacional de Fútbol Profesional de Honduras, zadebiutował 29 września 2013 na stadionie Estadio Nilmo Edwards (La Ceiba, Honduras) w zremisowanym 1:1 meczu przeciwko CDS Vida. W sumie dla klubu strzelił 19 goli w 129 meczach ligowych. 12 lipca 2017 podpisał kontrakt z hiszpańskim zespołem CD Tenerife z Segunda División.
W dniu 8 stycznia 2019 został sformalizowany jego transfer do amerykańskiej drużyny FC Dallas z Major League Soccer, kwota odstępnego wyniosła 3,2 mln USD.

### Kariera reprezentacyjna
W marcu 2013 został powołany do udziału w Igrzyskach Ameryki Środkowej 2013, w których reprezentacja Hondurasu U-21 zdobyła tytuł mistrza. 25 lipca 2016 ogłoszono o powołaniu Acosty do drużyny olimpijskiej Hondurasu U-23, aby zagrać w Igrzyskach Olimpijskich Rio 2016.
26 lutego 2014 zostaje powołany do seniorskiej reprezentacji Hondurasu przez Luisa Fernando Suáreza w ramach przygotowań do Mistrzostw Świata w piłce nożnej 2014 na mecz towarzyski 5 marca z drużyną narodową Wenezueli w San Pedro Sula, wszedł w 46. minucie zmieniając Waltera Williamsa. Był uczestnikiem: Copa Centroamericana 2014, Złotego Pucharu CONCACAF 2015, Złotego Pucharu CONCACAF 2017, Mistrzostw Świata w Piłce Nożnej 2018, Złotego Pucharu CONCACAF 2019 i Ligi Narodów CONCACAF 2019/2020.

## Życie prywatne
21 sierpnia 2015 poślubił swoją dziewczynę Mavis Hernández.